# Bělorusko na Letních olympijských hrách 2016
Bělorusko na Letních olympijských hrách 2016.

## Medailisté
| Medaile | Jméno                                                                  | Sport               | Soutěž                   |
| ------- | ---------------------------------------------------------------------- | ------------------- | ------------------------ |
| Zlato   | Uladzislau Gančarou                                                    | Skoky na trampolíně | Muži skoky na trampolíně |
| Stříbro | Darya Naumava                                                          | Vzpírání            | Ženy 75 kg               |
| Stříbro | Vadzim Straltsou                                                       | Vzpírání            | Muži 94 kg               |
| Stříbro | Marija Mamašuková                                                      | Zápas               | Ženy volný styl 63 kg    |
| Stříbro | Ivan Tichon                                                            | Atletika            | Muži hod kladivem        |
| Bronz   | Alexandra Herasimenjová                                                | Plavání             | Ženy 50 m volný způsob   |
| Bronz   | Džavid Gamzatov                                                        | Zápas               | Muži řecko-římský 85 kg  |
| Bronz   | Ibragim Sajidov                                                        | Zápas               | Muži volný způsob 125 kg |
| Bronz   | Marharyta Makhneva Nadzeya Liapeshka Volha Khudzenka Maryna Litvinchuk | Kanoistika          | Ženy K-4 500 m           |